# Есиль-СК
«Есиль-СК» (каз. «Есіл-СК») — мужской волейбольный клуб из Петропавловска, выступающий в
Национальной лиге Казахстана.

## Достижения
- Бронзовый призёр чемпионата Казахстана (2) — 2016, 2021, 2024
- Серебряный призёр чемпионата Казахстана (1) — 2022
- Серебряный призер Кубка РК - 2023
- Серебряный призер Суперкубка РК - 2023